# Бурак Йълмаз
Бурак Йълмаз (роден 15 юли 1986 г., Анталия, Турция) е бивш турски футболист, нападател. Играл е за „четирите големи“ клуба в Турция: Галатасарай, Фенербахче, Бешикташ и Трабзонспор.
Роден е в Анталия, Турция. Син е на бившия вратар на Анталияспор Фикрет Йълмаз. Бурак Йълмаз започва да играе футбол в   Анталияспор, където подписва първия си професионален договор през юли 2002 г. и прави професионалния си дебют през сезон 2002-03 на Турска първа футболна лига.  След четири сезона в Анталияспор, Йълмаз се присъединява към Бешикташ преди сезон 2006-07 , където играе като крило сезон и половина. Йълмаз има кратък период в Манисаспор, преди да се присъедини към Фенербахче за сезон 2008-09 на Суперлигата. Отдаден е бил под наем на Ескишехирспор за следващия сезон, откъдето е прехвърлен в Трабзонспор през зимния трансферен прозорец на сезон 2009–10. Там той прави големия си пробив в кариерата под ръководството на Шенол Гюнеш,  
като стана голмайстор на Суперлигата с 33 гола през 2011–2012 г.
След три сезона, прекарани в Трабзонспор, където спечели Купата на Турция и Суперкупата на Турция, Йълмаз се присъединява към Галатасарай, където остава четири сезона и печели две титли в Суперлигата през 2012–13 и 2014–15, както и става голмайстор на Суперлигата за втори път в кариерата си през сезон 2012-13.  През 2016 г. Йълмаз се присъединява към клуба от Китайската Суперлига Бъйцзин Гоан за два сезона, където отбеляза общо 28 гола. След това Йълмаз се връща в Трабзонспор за втори път, където играе два сезона. За сезон 2018-19 Йълмаз се връща в Бешикташ, преди да се присъедини към клуба от френската Лига 1 Лил през 2020 г., помагайки на отбора да спечели първата си титла в лигата за десет години.
Представлявайки Турция в различни младежки възрастови групи между 2001 и 2006 г., Йълмаз направи своя дебют за възрастни в приятелски мач срещу Азербайджан през 2006 г.  С 30 гола към 2021 г. Йълмаз е вторият най-добър голмайстор на Турция за всички времена след Хакан Шукюр. 

## Клубна кариера

### Анталияспор
Йълмаз започва професионалната си кариера в Анталияспор на 16-годишна възраст. Той вкарва първите си два гола на професионално ниво през сезон 2004–05 срещу Каршияка на стадион Алсанджак в Измир на 29 август 2004 г. През същия сезон Йълмаз играе в 29 мача в лигата, вкарвайки 8 гола, като по този начин помага на отбора си да избегне изпадане от лигата. Той допринася за успеха на отбора в Суперлигата през сезон 2005-06, отбелязвайки 9 гола в 24 мача. По време на престоя си в Анталияспор, Йълмаз изигра 70 мача в лигата и отбеляза общо 17 гола. 

### Бешикташ
Йълмаз се присъединява към Бешикташ през летния трансферен прозорец 2006/07 . Той прави своя дебют в Суперлигата на 6 август 2006 г. срещу Манисаспор и отбеляза първия си гол срещу Коняспор при победа с 3–1 за Бешикташ. Той отбеляза и срещу Трабзонспор. В първия си сезон той отбеляза 5 гола в 30 мача в лигата, като Бешикташ завършва сезона на 2-ро място. През същия сезон той има 7 участия в Купата на Турция. Формата на играч намалява драстично през сезон 2007-08 . През януари 2008 г. Йълмаз се присъединява към Манисаспор, а по-късно към Фенербахче на 29 юни 2008 г. 

### Фенербахче
На 29 юни 2008 г. Йълмаз е трансфериран във Фенербахче и е представен на пресконференция, облечен с фланелка с номер 7. Противно на имиджа си на „обещаващ младеж“ в Манисаспор и Бешикташ, той е разочарование по време на периода си във Фенербахче, като изиграва само шест мача и не успява да вкара гол през сезон 2008–09.

### Трабзонспор
През февруари 2010 г. Йълмаз се присъединява към Трабзонспор с постоянен договор. След пристигането на Шенол Гюнеш като мениджър на отбора, Йълмаз направи своя дебют в Трабзонспор на 15 февруари 2010 г., играейки последните 15 минути срещу Бурсаспор при равенство 1-1. На 26 февруари 2013 г. той вкара гол срещу предишния си отбор Анталияспор. Йълмаз игра на финала за Купата на Турция, където Трабзонспор побеждава Фенербахче с 3-1, на 5 май 2010 г. Десет дни по-късно Трабзонспор играе отново срещу Фенербахче в последната седмица на мачовете от Суперлигата, в който мач Йълмаз отбеляза гол в 23-та минута. Мачът завършва с  Равенство 1–1. Йълмаз стана водещ голмайстор на Трабзонспор с 19 гола в 30 мача в лигата и през юли 2011 г. подписва нов четиригодишен договор с клуба.
През сезон 2010–11 Йълмаз демонстрира атакуващи качества на високо ниво, отбелязвайки победи срещу Бешикташ, Галатасарай и Бурсаспор, където Трабзонспор се класира на 2-ро място. През сезон 2011-12 , където се прилага плейофна фаза след 34-седмични редовни срещи, Йълмаз отбеляза 33 гола в 34 мача в редовния сезон, поставяйки нов клубен рекорд, държан преди от Фатих Теке, който отбеляза 31 гола през 2004 г.–05 сезон. 

### Галатасарай
През юли 2012 г. Йълмаз се присъединява към Галатасарай от Трабзонспор срещу 5 милиона евро трансферна сума, с четиригодишен договор с допълнителна опция за един сезон. Договорът му се състои от 2,3 милиона евро сезонна заплата с 20 000 евро бонус за изява. 
На 2 септември 2012 г. той отбеляза първия си гол за Галатасарай срещу Бурсаспор, след като мачът завършва 3–2, което е историческата 1000-на победа в лигата на Галатасарай. 
Йълмаз вкарва единственият гол за Галатасарай, тъй като мачът завърши при равенство 1:1, като домакин срещу Ескишехирспор. На 23 октомври 2012 г. той отбеляза гол с глава срещу ЧФР Клуж, като мачът завърши с равенство 1:1 в груповата фаза на Шампионската лига на УЕФА 2012–13. На 28 октомври 2012 г. Йълмаз отбеляза 100-ия си гол в кариерата по време на победа с 3:0 срещу Кайсериспор, запазвайки позицията си като лидер в лигата.
На 7 ноември 2012 г. Бурак отбеляза хеттрик при гостуваща победа с 3:1 над ЧФР Клуж в Шампионската лига, като стана първият турски играч, отбелязал три гола в мач от Шампионска лига след Тунджай Шанлъ. На груповата фаза на Шампионска лига той вкара още веднъж, този път срещу Манчестър Юнайтед, в който мач Галатасарай печели с 1:0. Йълмаз завърши груповата фаза като голмайстор с 6 гола общо за 501 изиграни минути, пред Кристиано Роналдо, който отбеляза същия брой голове, но за 540 минути.  В осминафиналите на Шампионската лига той отбеляза гол и в двата мача срещу ФК Шалке 04, преди отборът му да бъде елиминиран от Реал Мадрид КФ на 1/4-финалите.
На 23 ноември 2013 г. Бурак отбеляза 100-ия си гол в Суперлигата срещу Сивасспор при домакинска победа с 2:1.

### Бъйцзин Гоан
На 5 февруари 2016 г. Галатасарай обявява трансфера на Йълмаз в клуба от китайската Суперлига Бъйцзин Гоан за 8 милиона евро трансферна сума. След споразумението за сделката Трабзонспор трябваше да получи 2 милиона евро от Галатасарай.

### Връщане към Трабзонспор
На 2 август 2017 г. Йълмаз се връща в Трабзонспор по семейни причини.  Той успява да отбележи 23 гола в 25 мача през сезон 2017-18.

### Връщане в Бешикташ
Йълмаз отбеляза 25 гола в 40 официални мача по време на втория си период в Бешикташ. 

### Лил
Лил ОСК обявява пристигането на Йълмаз на 1 август 2020 г.  Страните се договорят за двусезонен договор.  Джонатан Давид в 64-та минутае заменен от Йълмаз, който прави своя дебют в Лига 1 срещу ФК Стад Рене в срещата от първата седмица от сезон 2020–21, мача завършва 1–1 на 22 август 2020 г.  На 6-та седмица Йълмаз вкара първия си гол в лигата срещу РК Страсбург на 4 октомври 2020 г., Лил побеждава опонентите си с 3-0. На 25 април 2021 г. той отбеляза гол срещу Олимпик, мачът завършва с победа 3–2 на Лил като гост. На 23 май 2021 г. той вкарва дузпа при победа с 2:1 като гост над Анже СКУ и осигурява 4-та титла в Лига 1 за Лил в тяхната история.  Той стана първият играч, отбелязал най-малко 15 гола в първия си сезон в Лига 1 с Лил. 

## Международна кариера
На 12 април 2006 г. Йълмаз прави своя международен дебют за Турция с треньор Фатих Терим при равенство 1:1 като гост с Азербайджан в приятелски мач. На 3 юни 2011 г. той отбеляза първия си гол при равенство 1:1 като гост с Белгия по време на квалификациите за Евро 2012. По-късно той е част от отбора на Турция на УЕФА Евро 2016 и УЕФА Евро 2020.
На 24 март 2021 г. той реализира първия си международен хеттрик при победа с 4-2 над Холандия в квалификацията за Световното първенство по футбол през 2022 г. 

## Личен живот
Йълмаз е син на бившия професионален футболист и настоящ мениджър Фикрет Йълмаз. Йълмаз има две дъщери от брака си с Истем Атила, който продължи четири години между 2014 и 2018 г. През 2020 г. двойката реши да се събере и се ожени отново. 